# Romanèchite
La romanèchite (simbolo IMA: Rmn) è un minerale comune della classe degli ossidi e degli idrossidi con composizione chimica (Ba,H2O)2(Mn4+,Mn3+)5O10.
La romanèchite è un importante minerale di manganese e costituisce il componente principale dello psilomelano, che non è più considerato un minerale a sé stante, ma una miscela di vari ossidi di manganese, come romanèchite, hollandite e altri. Per questo motivo, la romanèchite non può essere considerata una varietà di psilomelano, altrimenti i due nomi non devono essere usati in modo intercambiabile.
La sua durezza Mohs è compresa tra 5 e 6 e la sua densità è compresa tra 4,7 e 4,9 g/cm3.

## Etimologia e storia
La romanèchite è stata scoperta per la prima volta nel giacimento di manganese vicino al comune di Romanèche-Thorins, nel dipartimento francese della Saône-et-Loire, e descritta nel 1900 da Alfred Lacroix, che ha dato al minerale il nome della sua località tipo.

## Classificazione
La 9ª edizione della sistematica minerale di Strunz, in vigore dal 2001 e utilizzata dall'Associazione Mineralogica Internazionale (IMA), classifica la romanèchite nella classe 4. Ossidi (idrossidi, V[5,6] vanadati, arseniti, antimoniti, bismutiti, solfiti, seleniti, telluriti, iodati) e da lì nella sottoclasse "4.D Metallo:Ossigeno = 1:2 e simili"; questa è ulteriormente suddicisa in base alla composizione del minerale, in modo che esso possa essere trovato nella sezione "4.DK Con cationi di grande dimensione (± cationi di media dimensione); strutture a tubo". Qui forma il gruppo 4.DK.10 con criptomelano, stronziomelano e todorokite.
La romanèchite è classificata in modo molto simile nella classificazione dei minerali Dana, che viene utilizzata principalmente nel mondo anglosassone. Qui il minerale rientra nella classe degli ossidi multipli, dove si trova nel gruppo dei criptomelani con il numero 07.09.02.01.

## Abito cristallino
La romanèchite cristallizza nel sistema monoclino nel gruppo spaziale C2/m (gruppo nº 12) con le costanti di reticolo a = 13,93 Å, b = 2,85 Å, c = 9,68 Å e β = 92,4°, oltre ad avere due unità di formula per cella unitaria.
L'ossido di manganese forma una struttura ottaedrica nella romanèchite, per cui l'eccesso di carica negativa causato dal Mn(II) non è compensato dal Mn(IV), ma dall'incorporazione di cationi nella grande struttura a tubo. La struttura è simile a quella delle zeoliti. Nonostante la somiglianza della composizione chimica e della struttura cristallina, non sono noti cristalli misti tra romanèchite, hollandite, coronadite, todorokite e woodruffite.

## Proprietà
L'acqua immagazzinata nella struttura a tubo della romanèchite fuoriesce a oltre 200 °C. Nell'acido cloridrico concentrato, il minerale si dissolve, formando cloro.

## Origine e giacitura
La romanèchite è un prodotto alterativo di ossidi, carbonati o silicati contenenti magnesio. È tipicamente associato a ematite, barite, pirolusite, quarzo e altri ossidi di manganese.
La romanechite è un minerale comune e si trova in molti giacimenti di manganese in tutto il mondo. I giacimenti più grandi e storici sono conosciuti principalmente dalla romanechite, stanno nel dipartimento della Saona e Loira in Francia. Altri siti includono Elgersburg e Öhrenstock in Turingia, così come i giacimenti di minerale di manganese di Cia turi in Georgia e di Nikopol in Ucraina, nonché Lead Geo e le isole Horney in Scozia.

## Forma in cui si presenta in natura
La romanèchite è opaca in qualsiasi forma e raramente sviluppa piccoli cristalli distinti sotto forma di aghi. Molto spesso, forma aggregati a forma di uva di colore da grigio a antracite o nero.